# Tállya, Borsod-Abaúj-Zemplén
Tállya este un sat în districtul Gönc, județul Borsod-Abaúj-Zemplén, Ungaria, având o populație de 2.069 de locuitori (2011). 

## Demografie
Componența etnică a satului Tállya
     Maghiari (94,29%)
     Romi (4,55%)
     Necunoscut (0,41%)
     Alții (0,76%)
Componența confesională a satului Tállya
     Romano-catolici (55,05%)
     Reformați (11,94%)
     Fără religie (3,58%)
     Greco-catolici (2,9%)
     Necunoscută (25,57%)
     Alte religii (1,26%)
Conform recensământului din 2011, satul Tállya avea 2.069 de locuitori. Din punct de vedere etnic, majoritatea locuitorilor (94,29%) erau maghiari, cu o minoritate de romi (4,55%). Apartenența etnică nu este cunoscută în cazul a 0,41% din locuitori.  Din punct de vedere confesional, majoritatea locuitorilor (55,05%) erau romano-catolici, existând și minorități de reformați (11,94%), persoane fără religie (3,58%) și greco-catolici (2,9%). Pentru 25,57% din locuitori nu este cunoscută apartenența confesională.